# 京阪2400系電車
京阪2400系電車（けいはん2400けいでんしゃ）は、1969年（昭和44年）に登場した京阪電気鉄道（京阪）の通勤形電車。製造は川崎重工業兵庫工場。
モノコック構造のいわゆる「卵型電車」系列群の1つで、2000系の急行用2200系にさらに改良を加え、関西の鉄道事業者では初めて冷房装置を搭載した通勤用車両である。1969年（昭和44年）と1970年（昭和45年）に7両編成3本ずつの42両が製造された。

## 投入の経緯
2200系に続く増備ならびに1000系（2代）の代替として1969年に登場した。2200系をベースとしながら冷房装置を搭載した設計で、1968年にロングシートの通勤車である京王5000系に冷房車が登場したのに続く、関西地区の通勤形車両では初めて冷房装置を搭載した車両となった。1969年と翌1970年に7両編成3本ずつの計42両が製造された。
営業開始は1969年12月であったため、実際に冷房装置を営業運転で使用したのは1970年5月15日が最初となった。

## 車体・機器

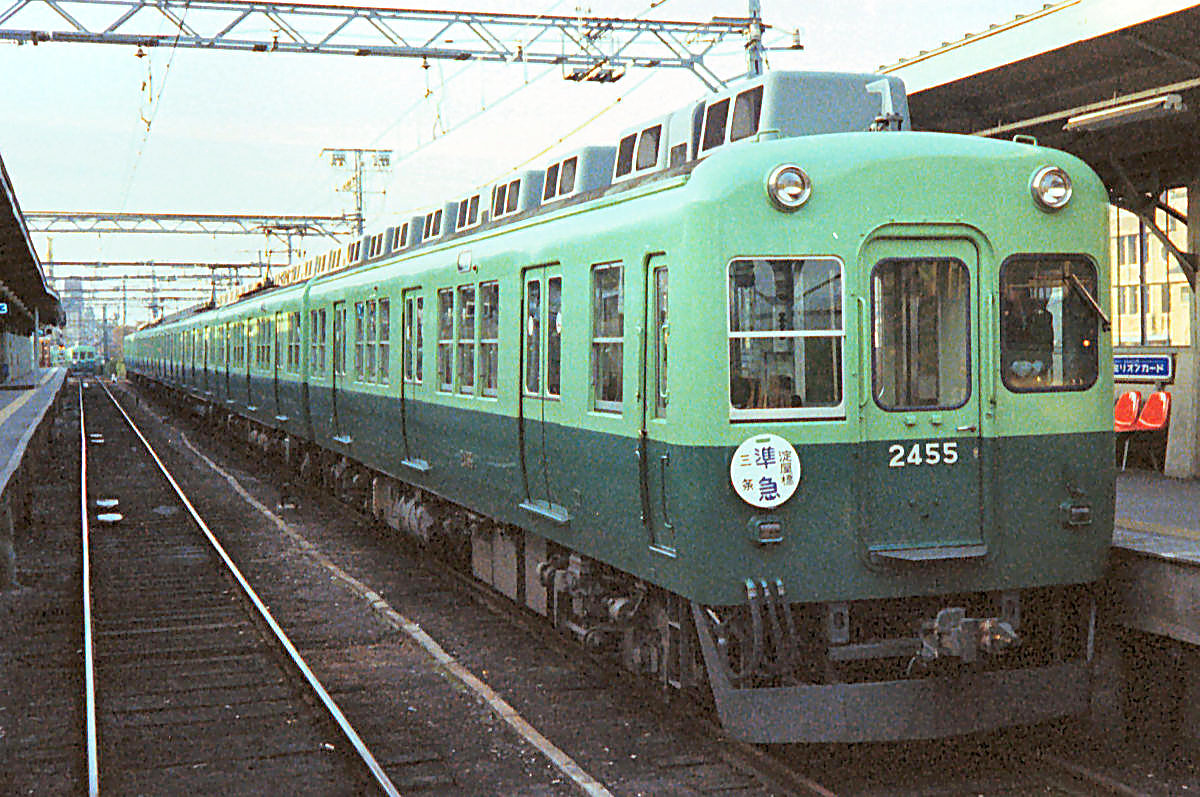
昇圧前、ほぼ原型の京阪2400系

車体は2200系と同じく鋼製で、全長18.7mの両開き3扉車である。前面のデザインは、前照灯にシールドビームが採用された点、尾灯・標識灯も丸型から四角い形に変更されている点が、2200系と異なっている。
2200系をベースにしているため、性能的にはほぼ同じである。制御装置は、東洋電機製ACDF-H4155-576B（直列17段、並列13段、弱め界磁10段、発電制動34段）で、発電ブレーキ付きの抵抗制御、エアーブレーキもHSC-D（電磁直通空気ブレーキ）である。
架線電圧の600Vから1500Vへの昇圧を当初から前提にしており、電装品は昇圧に対応した複電圧仕様のものを使用していた。
2200系から変更箇所として、冷房装置の搭載が挙げられる。冷房装置は、分散式小型ユニットクーラーRPU-1509A（東芝製）を屋上に1両あたり8台搭載している。 1969年度（昭和44年度）に製造された前期の3編成（1次車）と1970年度（昭和45年度）製造の後期の3編成（2次車）では、冷房装置の外観が異なっており、後者は角が丸くなっている。
冷房用の大容量電動発電機が搭載されたことを生かし、その三相交流電源による容量の大きい暖房装置が取り付けられた。
2400系には導入当初、出力70kVAの電動発電機が2450形（50番台、Tc車）には２台、2450形（60番台、Tc車）と2550形（T車）には1台ずつ搭載されており、空気圧縮機は電動車に1台ずつ搭載されていた。

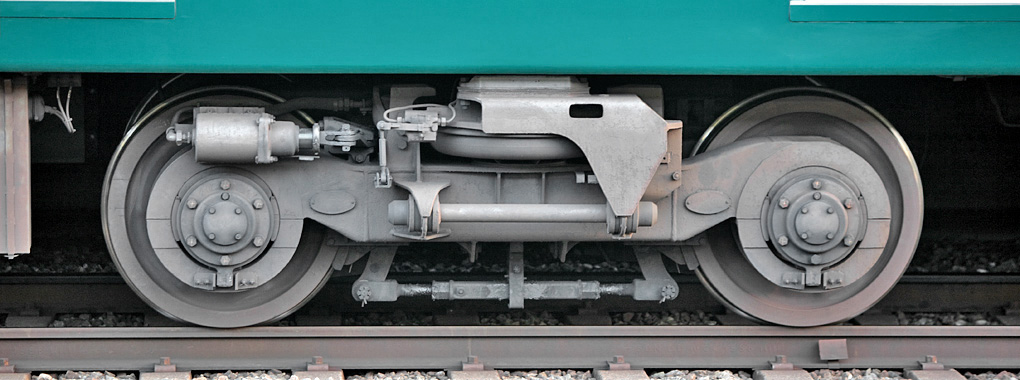
KS76A形エコノミカル台車
写真は5000系用

台車は、電動車（M車）はKS-76A（汽車製造）・付随車（T車）・制御車（Tc車）はFS-337E（住友金属工業（現・新日鐵住金→日本製鉄））に統一されている。
パンタグラフは、1次車は菱形のPT-4202Cが搭載されたが、2次車は下枠交差型のPT-4805Aが搭載された。下枠交差型パンタグラフは、京阪で初めて採用された。
本系列は、京阪では初めて運転台つきの電動車がなく、主電動機は中間車のみに装備されている。これにより、編成は中間に運転台を持たない7両の固定編成となった。これは通勤客の増大により収容力を増やす必要があったためと考えられている。
1次車は、竣工当時、正面に成田リコ式の貫通幌を装着していたが、固定編成であり分割併合の必要がないため、京都方は1970年代初頭、大阪方先頭車については1970年代後半に撤去された。2次車は側面方向幕を準備された状態で竣工した。また、営業開始後に列車無線装置が追加されている。
1次車については、屋上の滑り止めに由来する「砂地処理」が先頭車の前頭上部に施されていたが、2次車からはこれがなくなっている。1次車の砂地処理は1972年に取りやめられた。

## 内装

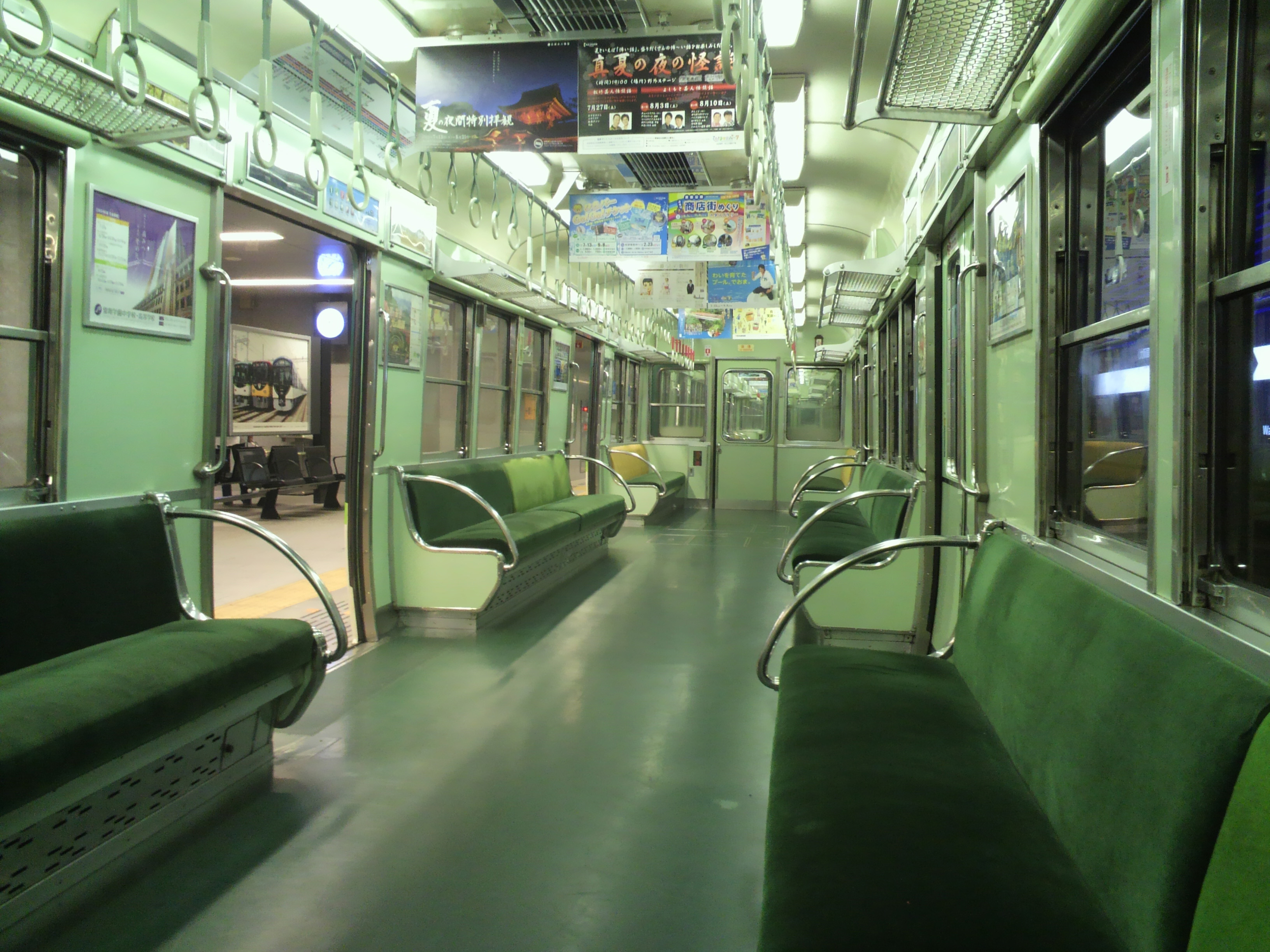
車体改修工事施工前の車内イメージ。ただし写真は2200系のもの。

車内の座席はロングシートである。混雑に対処するため、扉付近の立席スペースを2200系（1965年度以前の製造車）よりも広げた。反面、座席定員は減少しており（中間車4 - 6人、先頭車6人分）、定員1人あたりの座席幅も狭くなっている。当初の内装の色調は、京阪標準の緑系であった。
ドアスペース上のつり革は、はね上げ機構を省略した短いタイプが設置された。

## 改修工事

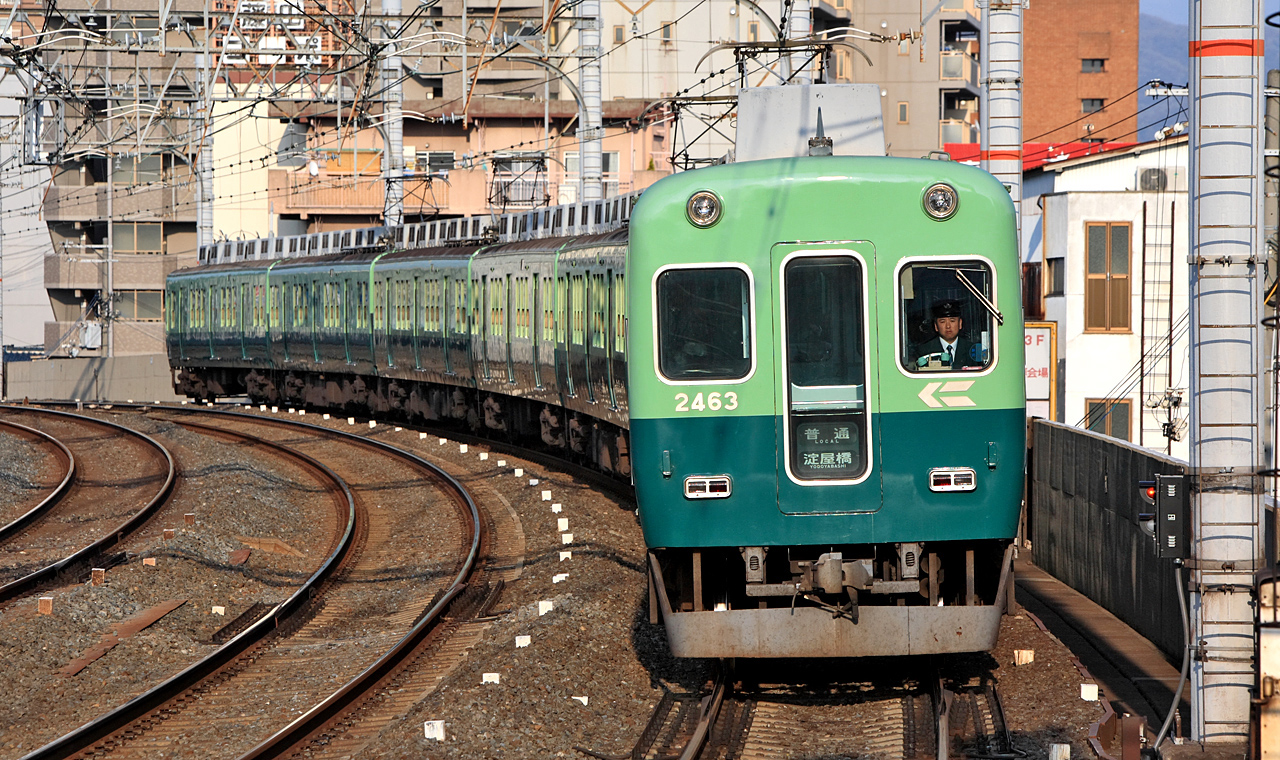
改修工事後2453F（旧塗装）

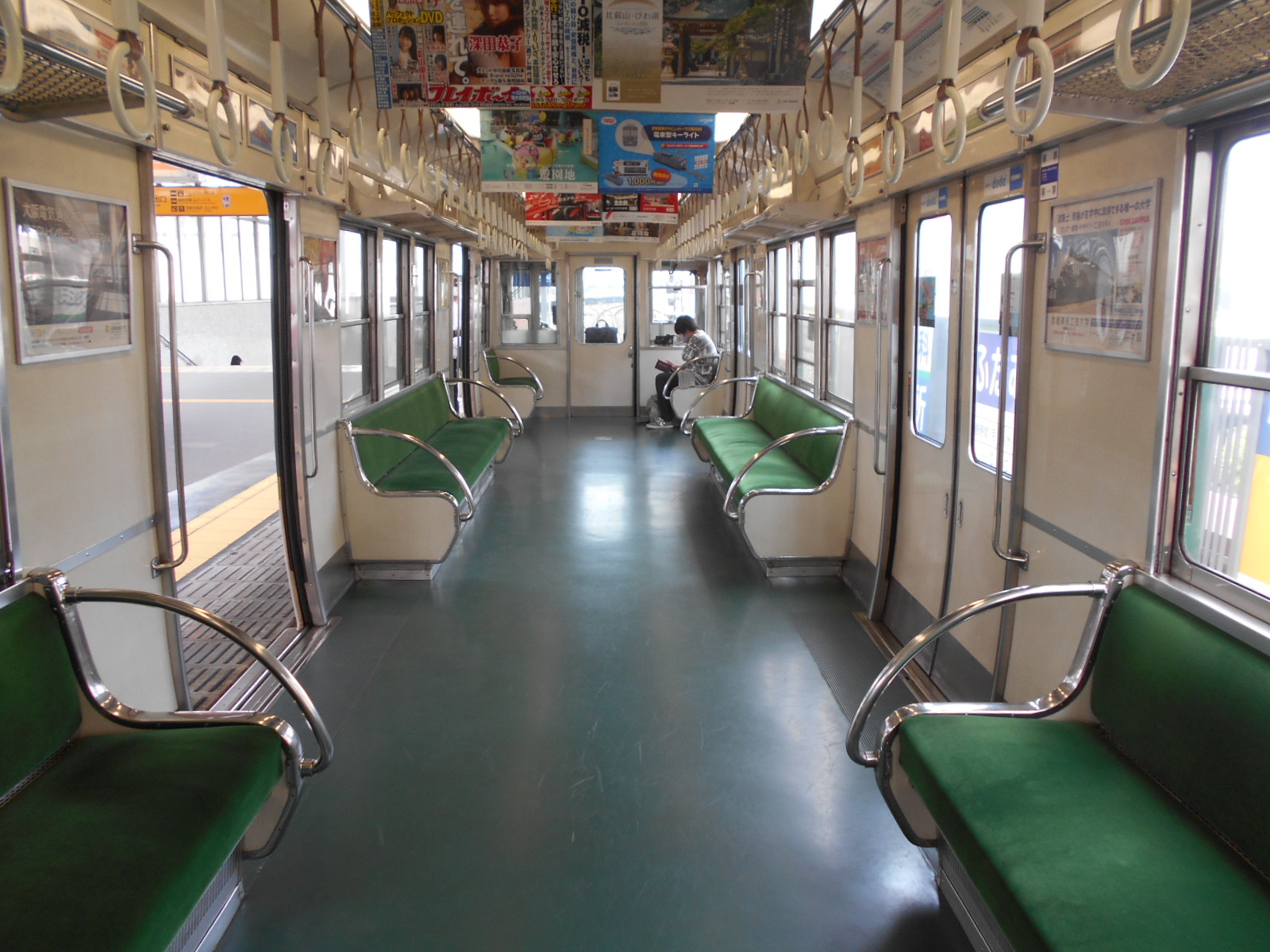
車体改修工事後の車内（この車両は床が緑色）

1988年（昭和63年）から1991年（平成3年）にかけて改修工事が実施された。それ以前に実施された2200系の改修工事とは内容が大きく変化している。
- 制御装置はACRF-H8155-790Aに交換され、回生ブレーキ付きの界磁添加励磁制御となった。また補助電源装置には京阪線初のSIV（静止形インバータ）を採用した[注 5]。
- 正面貫通開戸は外開きに改修され、大型ガラスを採用し正面行先表示器を設置した。本系列に正面行先表示器が設置されたことにより、京阪線では正面の方向・種別板が使用されなくなった。また尾灯のデザインも変更されている。
- 内装は、壁の化粧板を従来の薄緑色から6000系と同じベージュ系のものに張り替えた。床敷物に関しては、改修前と同じ緑色と6000系と同じ茶色の2種類があり、2454Fは編成内で両者が混在する[10]。荷物棚の網は従来は繊維製だったが改修後は金属製になった。
- 戸閉予告ブザー、ドア開時の自動放送装置を設置した。
- 続いて1000系でもこれに準じた改修工事が実施されており、1000系は一部の編成で車椅子スペースが設置されたが、2400系には車椅子スペースは設置されていない。

## その後の小改造・新塗装化
- 2002年12月3日付で、第1編成 (2451F)のパンタグラフが、菱形のパンタグラフから、廃車された2600系から取り外した下枠交差形のPT-4805A-M改[注 6] に交換された。
- 2003年5月から2004年7月にかけて、2400系全車に対して、転落防止幌の取り付けが行われた。
- 2004 - 05年頃に優先座席の背ずりをオレンジ色に交換し、カーテンにも「優先座席」の文字を追加している。

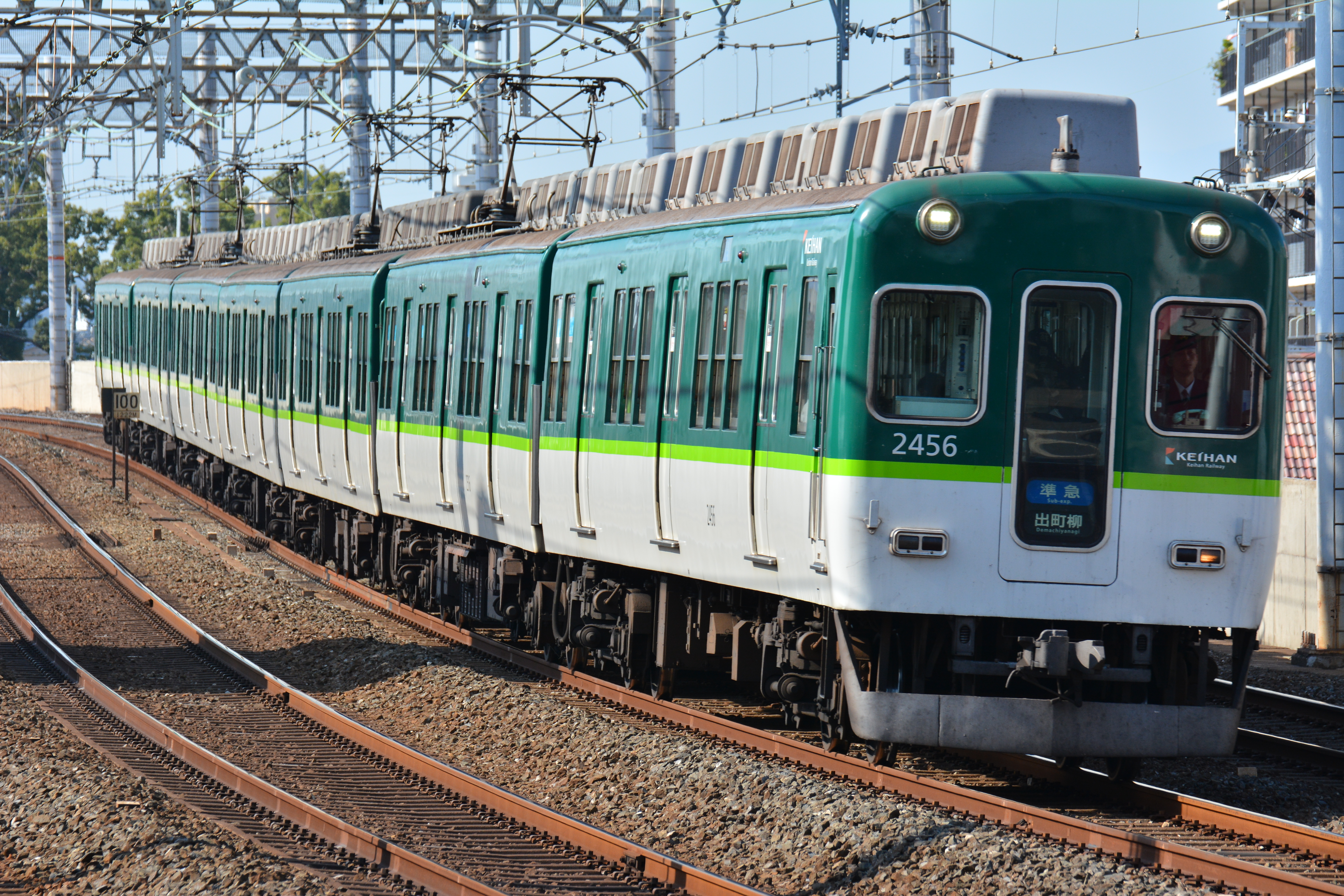
新塗装化後の2400系

- 2008年度より京阪の新CIロゴの貼付が行われているほか、車体塗装の変更が実施されている。第一陣として2452Fが2008年12月24日付けで新塗装編成となり、2011年11月末現在2451F・2452F・2454Fの3編成が新塗装化された[11]。京阪線車両の塗装変更は2013年6月に完了したが、2456Fが最後に塗装変更が行われた編成となった[12][13]。
- 2010年2月12日に2453Fが、同月19日に2452Fが、廃車となった2600系から流用された下枠交差型のPT-4805A-M改パンタグラフに取り替えられた[13]。これにより、京阪線では菱型のパンタグラフは消滅した[14]。
- 京阪では2014年から在来車の前照灯をシールドビームからLEDに交換する改造が行われている[15]。2017年から2018年にかけて全6編成の前照灯のLED化改造が完了した[16]。

## 組成表
2009年4月1日現在。
| ← 出町柳淀屋橋・中之島 → | ← 出町柳淀屋橋・中之島 → | ← 出町柳淀屋橋・中之島 → | ← 出町柳淀屋橋・中之島 → | ← 出町柳淀屋橋・中之島 → | ← 出町柳淀屋橋・中之島 → | ← 出町柳淀屋橋・中之島 → | ← 出町柳淀屋橋・中之島 → | ← 出町柳淀屋橋・中之島 → | ← 出町柳淀屋橋・中之島 → | ← 出町柳淀屋橋・中之島 → |
| 形式                     | 2450形                   | 2500形                   | 2500形                   | 2550形                   | 2500形                   | 2500形                   | 2450形                   | 竣工                     | 廃車                     | 備考                     |
| ------------------------ | ------------------------ | ------------------------ | ------------------------ | ------------------------ | ------------------------ | ------------------------ | ------------------------ | ------------------------ | ------------------------ | ------------------------ |
| 区分                     | Tc                       | M                        | M                        | T                        | M                        | M                        | Tc                       |                          |                          |                          |
| 車両番号                 | 2451                     | 2511                     | 2521                     | 2551                     | 2531                     | 2541                     | 2461                     | 1969年11月               |                          |                          |
| 車両番号                 | 2452                     | 2512                     | 2522                     | 2552                     | 2532                     | 2542                     | 2462                     | 1969年12月               | 2021年2月                |                          |
| 車両番号                 | 2453                     | 2513                     | 2523                     | 2553                     | 2533                     | 2543                     | 2463                     | 1969年12月               |                          |                          |
| 車両番号                 | 2454                     | 2514                     | 2524                     | 2554                     | 2534                     | 2544                     | 2464                     | 1970年9月                |                          |                          |
| 車両番号                 | 2455                     | 2515                     | 2525                     | 2555                     | 2535                     | 2545                     | 2465                     | 1970年9月                |                          |                          |
| 車両番号                 | 2456                     | 2516                     | 2526                     | 2556                     | 2536                     | 2546                     | 2466                     | 1970年10月               |                          |                          |

## 廃車
2020年までは2000番台の系列で唯一廃車が発生しなかったが、保守部品の入手が困難となってきており、予備品の確保を目的に、2021年2月に2452Fが廃車され、本形式初の廃車となった。
- 2452F - 2021年（令和3年）2月26日[19]

2024年10月25日に、13000系を2026年度までに67両を導入し、対象の形式は示されていないものの旧型車両を置き換えることが発表された。

## その他
- 川崎車輛が川崎造船・川崎航空機と合併して川崎重工業となった1969年製の2461・2553・2463号車は、同社が合併による新体制への移行の過渡期であったため、製造銘板は車外が「川崎重工」で車内が「川崎車輛」となっている。また、その逆に2462号車は、車内は「川崎重工業」であるが車外は「川崎車輛・昭和44年製造」のものが取り付けられている。
- 運用開始以来50年以上の間に、大規模な改修を受けて正面デザインや内装は変化しているものの、系列内の形式の変更や編成の組み直しは行われておらず、2021年まで1両の廃車もなく運用され続けていた。約半世紀にわたり1両の廃車もなく運用が継続した例は大手私鉄では珍しいとされる[注 7]。ただし、全般検査の際に一時的に編成を4+3両に分割して片方を2200系（非冷房時代から）や2600系（第29編成）と連結して運用した事例はある[5]。
- 1次車の製造から50年を迎えた2019年11月から12月まで、全編成に「50周年記念ヘッドマーク」を掲出して運行された[22]。

## 関連系列
- 2000系（1959年 - 1982年）
- 2200系（1964年 -）
- 2600系（1978年 -）